# Memba (distrito)

localização do distrito de Memba em Moçambique

Memba é um distrito da província de Nampula, em Moçambique, com sede na localidade de Memba. Tem limite, a norte com o distrito de Chiúre da província de Cabo Delgado, a oeste com os distritos de Eráti e Nacarôa, a sul com o distrito de Nacala-a-Velha, e a este com o Oceano Índico.

## Demografia
Em 2007, o Censo indicou uma população de 229 824 residentes. Com uma área de 4555  km², a densidade populacional rondava os 50,46 habitantes por km².
De acordo com o Censo de 1997, o distrito tinha 188 992 habitantes, daqui resultando uma densidade populacional de 41,5 habitantes por km².

## Divisão administrativa
O distrito está dividido em quatro postos administrativos (Chipene, Lúrio, Mazua e Memba), compostos pelas seguintes localidades:
- Posto Administrativo de Chipene:
  - Chipene
- Posto Administrativo de Lúrio:
  - Lúrio
- Posto Administrativo de Mazua:
  - Mazua
  - Simuco
  - Cavá
- Posto Administrativo de Memba:
  - Memba
  - Miaja
  - Niaca
  - Tropene